# Тогон Темур
Тогон Темур или Тохан Темур (монг. Тогоонтөмөр; ср. монг. ᠲᠤᠭᠬᠣᠣᠨᠲᠥᠮᠥᠷ; кин: 妥欢帖睦尔; пин: Toghon Temür), познат и по храмовном имену Хуи-цунг (кин: 惠宗; пин: Huìzōng; 25. мај 1320, Кошила — 23. мај 1370, Јингчанг), био је последњи номинални велики кан Монголске империје, односно цар Кине (1333—1368) из династије Јуан, огранка династије Борџигин. После протеривања из Кине и пада Монголског царства 1368. године, у Монголији је основао династију Северни Јуан, којом је владао до своје смрти. Био је чукунунук најстаријег Кублај-кановог сина Зенјина.

## Општа криза: Долазак на власт

### Наследна криза
Пре доласка Тогон Темира на власт, још од 1328. године, династија Јуан је била у озбиљној кризи. Сачувани су само прилично збркани описи тадашњих догађаја, али изгледа да је титула Великог кана прелазила са брата на брата, са оца на сина, у низу убистава нестанака и неразјашњених смрти. Бар четири члана породице сменили су се на престолу до 1332. године. Царска породица покушала је решити кризу изабравши седмогодишњег Ринчинбала за Великог кана, 1332. године. Међутим, он је умро два месеца касније. Породица се у летњој престоници Ксанадуу задржала до касно у јесен, а упркос покушајима да се криза држи у тајности, постало је очигледно да су монголски владари у озбиљним невољама, озбиљним до те мере да је био угрожен и сам опстанак династије.
Током овог сукоба, који је познат као Рат две престонице, Тогон Темур се у почетку налазио у средњој Азији. Када је његов отац Кошила-кан преузео власт почетком 1329. године, он долази у Ксанаду. Међутим, Кошила-кан је убрзо умро и његова супруга је са децом била протерана у корејску државу Корјо, а касније у Гуангси у јужној Кини. Тогон Темур је изабран за Великог кана после дужег interregnum-а, тек 1333. године, што је био резултат одлагања Ел Темура, бајаутског официра и најмоћније особе у источној половини Монголског царства током ове кризе.

### Црна смрт
Док је беснео беспоштедни сукоб међу члановима царске породице, дошло је до епидемије куге познате као Црна смрт. Према најуверљивијем, али не у потпуности веродостојном објашњењу, болест потиче са југа Кине, а монголски ратници су је пренели на север.
Бактерије куге живеле су у бувама које су путовале бродовима заједно са храном и другом робом. Мада буве обично не нападају људе и мирис коња их одбија, могу преживети у врећама са житом, људској одећи и сличним стаништима у људској близини, док чекају прилику да скоче на њих. Када су се буве једном нашле у пустињи Гоби, лако су нашле станиште међу мрмотима и бројним колонијама глодара са којима и данас живе. Куга је остала подједнако подмукла и на отвореним монголском степама, али у ретко насељеним крајевима била је мање опасна. Ретко становништво које живи поред толико много коња и одсуство бува из монголских домова не дозвољавају избијање епидемије. Насупрот томе, у густо насељеним кинеским градовима, а касније и у другим градским срединама, узрочници куге нашли су погодну средину у пацовима који су живели у непосредној близини људи већ толико дуго да нико није посумњао да су управо они пренели болест.
Хроничари су забележили да је у 1331. години умрло 20% становника провинције Хебеј.

## Први део владавине: Обнова
Дошавши на власт 1333. године Тогон Темур је, сходно традицији династије Јуан, узео владарско име свог претходника Џ’-шун (кин: 至顺). Међутим, убрзо потом га је променио у Јуен-тунг (кин: 元统). У почетку је стварну власт имао генерал Бајан од Меркида, коме је млади владар и дуговао долазак на власт. Бајан се до 1335. године чисткама отарасио Ел Темурових присталица, све више концентришући власт у својим рукама. Међутим, када је Тогон Темур постао довољно спреман за преузимање власти 1340. године потиснуо је Бајана уз помоћ његовог рођака Токтоа.
Токтоова служба донела је администрацији нови дух, што показује ново владарско име суверена, Џ’-џенг (кин: 至正), уместо дотадашњег Џ-јуен (кин: 至元), које је носио од 1335. године. Инсистирањем новог главног министра, средином 1340-их, завршена је компилација целокупне историје династије Љао, Ђин и Сонг. Овај историјски пројекат наручио је још Кублај-кан око 1260. године и био је вероватно највећи икад наручен. После Токтоове оставке 1344. године, на челу администрације нашао се Берке-Бука, далеко мање способан човек, који није успео да одржи контролну над Кином, коју је управо тада погодила велика поплава Хоангхоа, услед чега је река променила ток за наредних 500 година. Поражавајуће стање у земљи настало овом природном катастрофом изазвало је немире, који су на крају довели до пада династије Јуан.

### Монголски мир
У знак признања невероватних промена у правцу мира и напретка на међународној сцени, западни научници су, много касније, XIV век назвали Pax Mongolica или Pax Tatarica. Тогон Темур је био последњи од канова који је тражио начине да кроз мирну трговину и дипломатију стекне трговачке и дипломатске везе које није могао добити оружјем. Зато су одржаване живе дипломатске везе са Европом, где су у разне дипломатске мисије сада слати понизни свештеници, учењаци и амбасадори. У књизи Трговачка пракса (итал. Practica della mercatura), трговачком водичу објављеном 1340. године, фирентански трговац Франческо Балдучи Пеголоти, истиче да су путеви кроз монголску Кину савршено безбедни и по дану и по ноћи.
Током XIV века Монголи су постали синоним за луксузну трговачку робу и егзотичне раритете. Бројни ренесансни писци користили су фразе Panni Tartarici, татарска тканина или татарски сатен, као називе за најфиније тканине на свету. Приликом оснивања Реда подвезице 1348. године енглески краљ Едвард III је наручио 150 подвезица за своје витезове, одредивши да буду татарскоплаве боје.
Читава војска чиновника путовала је по целом царству, час проверавајући залихе, час сводећи рачуне. Монголи из Персије су своје рођаке у Кини снабдевали зачинима, челиком, драгим камењем, бисерима и тканинама, док је монголски двор слао порцелан и лекове у Персију. Као надокнаду за сакупљање и превоз робе Монголи у Кини су задржавали 3/4 за себе; ипак, још доста је остајало за извоз својим рођацима у другим деловима света. Још Кублај-кан је довео преводиоце са персијског и лекаре, као и неких 10.000 руских војника којима је било поверено да колонизују земљу северно од престонице. Руси су се за стално населили у Кини и спомињу се у кинеским хроникама све до 1339. године.
Вешти у сеоби мноштва људи и коришћењу нових технологија за ратне циљеве, Монголи су наставили са сличном праксом у време монголског мира. Луталачке принципе свог номадског друштва применили су на најконзервативније аспекте живота и културе. Монголска војска је између породица расподелила преводиоце, писаре, лекаре, астрономе и математичаре, исто као што је расподелила музичаре, куваре, златаре, акробате и сликаре. Власти су ове произвођаче знања поделиле као и све друге занатлије, стоку и другу робу и одаслале их караванима, или преко мора, у разне делове земље.

### Контакти са Западом
Када је Тогон Темур ступио на престо, Ђовани од Монтекорвина, католички надбискуп Кине, већ одавно је био мртав. Фудинг (Фодим или Футим Ђуенс) и Чењанбухуа (Гембога Венси или Ђајанбога) из Канцеларије за војне послове, са аланским главнокомандујућим Сијангшаном, који су заступали своју католичку сабраћу упутили су молбу папи Бенедикту XII да именује новог бискупа који ће бити њихов духовни вођа. Године 1336. Тогон Темур је послао 16 делегата да поднесу молбе, као и царско писмо, Римској курији. Писмо је било послато у име снаге команде цара над царевима, папи господару хришћана у Франачкој преко седам мора где сунце залази. Цар је у писму предложио да се отвори пут за често упућивање изасланика од нас папи и од папе нама. Такође је навео да молимо папу да нам пошаље благослов и да нас увек помиње у својим светим молитвама, и да прими поздраве од нас Алана који смо хришћански синови. Слањем изасланика на запад, Тогон Темур се надао да ће њима бити дати коњи заласка сунца и друге чудесне ствари. Године 1338. делегација је стигла у Авињон у Француској, где је становао папа Бенедикт XII. Монголска делегација је топло примљена и посетили су многа места у Европи. Касније је папа послао Ђованија де Марињолија (рођ. пре 1290) од Фиренце и још 50 духовника са монголском делегацијом натраг у Кину. У Канбалик су стигли копном 1342. године и предали су јуанском цару папино писмо и необичног коња на дар. Коњ је био крупан и висок, имао је чисту длаку и бела задња копита. У делу Јуен ши пише да је Франачко краљевство поклонило необичног коња на име данка. Многи дворски службеници писали су саставе у његову част, као Фу о небеском коњу и Беседа о небеском коњу. Када су млади проучаваоци или студенти писали практичне радове, често су имали теме као Молба писана у име Франачког краљевства које дарује небеског коња. Таква пажња посвећена овом коњу показивала је да је коњ био заиста био права сензација на двору и у народу. Ђовани де Марињоли и његови делегати остали су у Канбалику 3 године. Потом су отишли у Ћуанџоу јашући на поштанским коњима и морем отпутовали кући.
Осим Европљана, Кину је током Тогон Темурове владавине посетио и арапски путник и научник Ибн Батута 1342. године. Међутим, он није изашао пред Тогон Темура, већ се следеће године из луке Зајтун отпловио за Ормуз у Персијском заливу.

### Епидемија куге се наставља
Кина је до 1351. године због куге изгубила између половине и две трећине становника. Почетком XIII века у земљи је живело негде око 123.000.000 становника, а до краја XIV века тај број је опао на свега 65.000.000 становника. За 60 година, од 1340. до 1400. године, према неким прорачунима, становништво Азије је са 238.000.000 спало на 201.000.000.
Кина је била центар производње у Монголском царству, а свуда докле је допирала роба стизала је и болест. Изгледа да се ширила у свим правцима. Археолошки налази гробова, близу трговачких постаја показују да је до 1338. године куга из Кине прешла преко планина Тјен Шан и збрисала хришћанске трговачке заједнице на језеру Исик Кул, у Киргистану. Куга је била трговачка епидемија. Трговачким путевима, којима је био проткан евроазијски свет, нису се кретали само свила и зачини. Путеви и постаје, које су Монголи изградили и основали у трговачке сврхе, постали су станишта бува и жаришта куге. Заједно са раскошним тканинама, егзотичним зачинима и басносновним драгим камењем, каравани су доносили и буве које су кугу шириле од једног логора до другог, из села у село, из града у град и са континента на континент. Када би куга збрисала само једну, кључну станицу на планинском пролазу или пустињском друму, целу једну област огромног царства одсекла би од света.

## Други део владавине: Пад

### Распад Монголског царства
Куга је Монголе у Кини и Монголији одсекла од Персије и Русије. Монголи у Персији нису више били у стању доћи до робе са својих поседа и из радионица на Тогон Темуровој земљи. Тогон Темур, опет, није могао набављати робу из Русије и Персије. Како се свака породична грана нашла одсечена од осталих, тако се и испреплетани систем власништва срушио. Куга је опустошила земљу, преживеле отерала у безнађе, а пресецањем трговине и дотока пореза династију Јуан лишила главног извора прихода. Скоро читав један век Монголи су, захваљујући испреплетаним политичким интересима, успешно превазилазили политичке поделе. Чак и када су одустали од политичког јединства, одржали су културни и економски идентитет царства. Када је наступио помор од куге, језгро царства се више није могло одржати и цео тај сложени систем се урушио. Монголско царство зависило је од сталног и брзог кретања људи, робе и вести по целој огромној територији. Без тих веза, није био ни царства.
Као страни завојевачи, Тогон Темур и његови претходници били су прихваћени од стране својих поданика који су их бројчано надмашивали и до хиљаду према један, само зато што су непрестано одржавали огроман доток робе, чак и пошто је настало војничке силе. После налета куге, није било ни трговине, а ни војног појачања других Монгола. Тако су сви огранци династије Борџигин били остављени сами себи у запаљивом и прикривено непријатељском окружењу. Оставши без два главна ослонца - војне силе и трговачке зараде - Монголи Златне хорде, Илканата и Чагатајског каната тражили су начин а се одрже на власти. Легитимитет су пронашли у мешовитим браковима и свесном прихватању језика, религије и културе својих поданика. Отарасили су се последњих тргова шаманизма, будизма и хришћанства, па су се окренули исламу - религији већине својих поданика - или, у случају Русије, религији турске војске која их је одржавала на власти.
Како су се разни чланови монголске краљевске породице приклањали уз особене религијске струје популација својих поданика, ширио се јаз међу краљевским лозама. Заједно са пропашћу царства наступило је пропадање свих његових јединица појединачно. Године 1335. наступила је пропаст Илканата. Монголи персијског Илканата су ишчезли - побијени или асимиловани у већинско становништво својих доскорашњих поданика. Златна хорда у Русији упала је у трајно стање хаоса после смрти Јани Бега 1357. године, а Чагатајски канат се током 1340-их распао на источни и западни део.

### Отуђивање од Кинеза
Тогон Темур није био у стању да следи пример Кублај-кана који је у Кини задобио моћ тако што је, наизглед, постао Кинез. Није чак ни разумео лукави геније Кублајевих метода. Уместо да постане Кинез, појачао је тиранију и изоловао се. У тим хаотичним временима неки чланови породице су, чак, тврдили да им се у сну указао Џингис-кан и тражио увођење још строжих мера против Кинеза. Монголски двор је закључио да је превише попуштао Кинезима и да се сувише предао кинеском начину живота. Уместо да се даље интегрише у кинеску културу, Тогон Темур и његови сународници вратили су се свом идентитету и отуђили се од кинеског језика, религије, културе и мешовитих бракова. Хранећи се нараслом паранојом, Монголи су конфисковали не само оружје, већ и гвоздене пољопривредне алатке и ограничили употребу ножева. Кинезима је забранили да јашу и прежу коње и, плашећи се преношења тајних порука, забранили су извођења кинеске опере, приповедање и приватна својина. Кинези су, опет, пред тако оштрим мерама само постали још незадовољнији, неповерљивији и уплашенији. Кружиле су гласине да Монголи намеравају побити кинеску децу или све који носе одређена кинеска презимена.
Трудећи се да уништи кинески идентитет, Тогон Темур је одустао од традиционалног непристрасног опхођења према различитим религијама. Све већу милост и моћ пружао је будизму, нарочито тибетанској варијанти, која је била у најоштријем контрасту са кинеским конфучијанским идеалом. Како се нису смели отворено побунити против Темура, Кинези су мржњу усмерили против странаца, који су му помагали да влада својим царством. Посебно су мрзели Тибетанце, будистичке монахе које су становници пограничних крајева били обавезни да хране, примају на преноћиште и превозе, па чак и да им носе пртљаг и робу. Монаси, често наоружани, изашли су на зао глас, јер су злостављали све који су им служили. Биро за будистичке и тибетанске послове чврсто је бранио и заступао монахе на двору и издејствовао им многа посебна права. У једном тренутку Биро је покушао да наметне закон по коме би свакоме ко удари Тибетанца била одсечена рука, а свакоме ко га увреди, или му се наруга, био одсечен језик. Тогон Темур је ипак овај закон одбио, као неспојив са начелом забране сакаћења као казне.

### Утицај тибетанских монаха
Све отуђенији од својих поданика и потпуно неспособан да се успешно супротстави налету куге, Тогон Темур је потражио прибежиште у духовности тибетанских монаха који су га подстицали да напусти илузију друштвених проблема овог света и окрене се спасењу своје душе. Тибетанци су тако убедили царску породицу да сваки појединачни ослобођени затвореник доноси духовне заслуге и виши статус у следећем животу, па су од тога створили уносан посао. Постојала је бизарна церемонија током које је је дворски монах јахао кроз палату на жутом волу, одевен у хаљину царице, а затим пуштао затворенике као јато птица из кавеза.
Тибетанско становништво увело је и нове облике верске службе, засноване на тантричким ритуалима тражења просветљења путем полног чина. Овај покрет допринео је здушном упражњавању разних љубавних вештина, а и сама владарска породица је утицала у сложеним сексуалним ритуалима, укључујући и самог Тогон Темура, под будним оком лама. Гласине о развратним и тајним оргијама храниле су неповерење и параноју међу Кинезима који су сумњичили ламе да приносе људске жртве како би продужиле живот Тогон Темуру и његовој изопаченој владавини.
Док се Тогон Темур бавио својом духовношћу и сексуалношћу, друштво се у престоници, изван зидина Забрањеног града, урушавало. Најречитији знак пропадања био је губитак контроле над монетарним системом, тако дуго и мукотрпно ствараном. Начело папирног новца показало се као много сложеније и непредвидљивије него што су власти могле и замислити. Систем је лагано клизио ка хаосу. На најмањи знак слабости монголске државне управе, поверење у папирну валуту вртоглаво је опадало и изазвало њен пад, насупрот вредности бакра и сребра. Инфлација је расла тако нагло да је до 1356. године папирни новац постао буквално безвредан.

### Губитак власти над Кином
Године 1348. године дошло је до побуне трговаца незадовољних владиним монополом на со. Суочен са катастрофалном ситуацијом у земљи, Тогон Темур је следеће године позвао Токтоа да се врати на чело администрације. Токтоови пројекти, као што је обнова Великог канала, изискивали су велика финансијска средства и само су повећали инфлацију. Године 1351. услед све тежег положаја сељака, под утицајем Белог лотуса, избила је Побуна Црвених турбана у Јингџоуу, одакле се проширила на већи део Кине. Токтоу је било наређено да угуши побуну и на располагање му је стављена војска кинеских добровољаца. Дана 23. октобра 1351. године успео је да поврати стратешки важан град Сјуџоу, после шестодневне опсаде. Охрабрени овим успехом многи управници провинција покренули су војску против побуњеника, успевши у великој мери да угуше устанак до зиме 1354/1355. године. Међутим, престолонаследник Билигту-кан, царица Ги и тибетански монах Хама од Канклија оптужили су Токтоа за корупцију, тако да је он смењен са свих положаја и протеран у Јунан 1354. године, где је убијен по Хаминој наредби следеће године.
После Токтоовог смењивања, војска која је опседала Гаоју, једно од последњих упоришта Црвених турбана, разочарана одлуком владе, предала се побуњеницима. Међу Монголима је наступио прави раскол, што је омогућило несметано ширење побуне у наредном периоду. Хама, који је био постављен за великог министра, сковао је заверу са Билигту-каном да свргне Тогон Темура и њега постави на престо. Међутим, завера је откривена и Хама је погубљен 1356. године, док је Билигту поштеђен. У међувремену, поједине монголске вође су се одметнуле од централне власти. Њихов вођа Болад Темур је чак успео да освоји престоницу 1364. године, али су га поразиле трупе предвођене престолонаследником и генералом Коке Темуром. Тек 1365. године, после 12 година одлагања, Тогон Темур је прихватио Билигту-кана за свог наследника.

## Династија Северни Јуан и смрт
До 1368. године кинески војсковођа Џу Јуен-џанг наметнуо се за вођу Црвених турбана и прогласио нову династију, Минг. Године 1368. Тогон Темур је, са неких 60.000 Монгола побегао пред побуњеницима из Канбалика у Ксанаду. Остатак од око 400.000 Монгола заробљен је и побијен или асимилован. На преосталим територијама које је контролисао Тогон Темур је прогласио династију Северни Јуан. Том приликом је поново узео владарско име Џ’-јуен, које је користио у периоду од 1335. до 1340. године. Године 1369. династија Минг је освојила Ксанаду, па се повукао у Јигчанг у Унутрашњој Монголији, где је и умро 23. маја следеће године. Постхумно му је додељено име Цар Шун-ди (кин: 顺帝; пин: Shùndì), од стране династије Минг.
На престолу Северног Јуана наследио га је Билигту-кан, а његови потомци не успевши да поврате власт над Кином, вратили су се номадском начину живота, да би у XV веку потпали под власт Ојрата.

## Породично стабло
|  |                                                  |  |  |  |  |  |  |  |  |  |  |  |  |  |  |  |
|  | 16. Зенјин, престолонаследник Монголског царства |  |  |  |  |  |  |  |  |  |  |  |  |  |  |  |
|  |                                                  |  |  |  |  |  |  |  |  |  |  |  |  |  |  |  |
|  |                                                  |  |  |  |  |  |  |  |  |  |  |  |  |  |  |  |
|  | 8. Дармабала                                     |  |  |  |  |  |  |  |  |  |  |  |  |  |  |  |
|  |                                                  |  |  |  |  |  |  |  |  |  |  |  |  |  |  |  |
|  |                                                  |  |  |  |  |  |  |  |  |  |  |  |  |  |  |  |
|  | 17. Кокејин-катун                                |  |  |  |  |  |  |  |  |  |  |  |  |  |  |  |
|  |                                                  |  |  |  |  |  |  |  |  |  |  |  |  |  |  |  |
|  |                                                  |  |  |  |  |  |  |  |  |  |  |  |  |  |  |  |
|  | 4. Кајшан-кан, Велики кан                        |  |  |  |  |  |  |  |  |  |  |  |  |  |  |  |
|  |                                                  |  |  |  |  |  |  |  |  |  |  |  |  |  |  |  |
|  |                                                  |  |  |  |  |  |  |  |  |  |  |  |  |  |  |  |
|  | 9. Даги од Конграта                              |  |  |  |  |  |  |  |  |  |  |  |  |  |  |  |
|  |                                                  |  |  |  |  |  |  |  |  |  |  |  |  |  |  |  |
|  |                                                  |  |  |  |  |  |  |  |  |  |  |  |  |  |  |  |
|  | 2. Кошила-кан, Велики кан                        |  |  |  |  |  |  |  |  |  |  |  |  |  |  |  |
|  |                                                  |  |  |  |  |  |  |  |  |  |  |  |  |  |  |  |
|  |                                                  |  |  |  |  |  |  |  |  |  |  |  |  |  |  |  |
|  | 1. Тогон Темур                                   |  |  |  |  |  |  |  |  |  |  |  |  |  |  |  |
|  |                                                  |  |  |  |  |  |  |  |  |  |  |  |  |  |  |  |
|  |                                                  |  |  |  |  |  |  |  |  |  |  |  |  |  |  |  |
|  | 3. Малајдај-катун                                |  |  |  |  |  |  |  |  |  |  |  |  |  |  |  |
|  |                                                  |  |  |  |  |  |  |  |  |  |  |  |  |  |  |  |
|  |                                                  |  |  |  |  |  |  |  |  |  |  |  |  |  |  |  |